# Антонов, Александр Александрович (библиотекарь)
Алекса́ндр Алекса́ндрович Анто́нов (1860, Макарьев, Костромская губерния — 5 октября 1938, Кострома, Ярославская область) — российский библиотечный деятель, историк науки. Герой Труда.

## Биография
Александр Антонов родился в 1860 году в Макарьеве Костромской губернии в семье мелкопоместного дворянина, в прошлом боевого морского офицера, прослужившего на императорском флоте около четверти века.
Начальное образование получил в Макарьевском приходском училище, впоследствии самообразованием овладел не только основами наук, но и иностранными языками. Ещё до революции, будучи чиновником казенной палаты в Костроме, стал известен, как общественник-книголюб.
С апреля 1918 года стал активным участником создания «Центральной общедоступной библиотеки» Костромы. По его инициативе был произведён сбор книг у населения города. Сам он пожертвовал свою личную библиотеку (около 1200 томов). По его предложению Губисполком вынес решение о реквизиции книжных коллекций в поместьях и монастырях Костромской губернии. В августе 1918 года в Москве встретился с Н. К. Крупской и получил мандат-полномочие на право конфискации книжных богатств в Костромской губернии. За 1918—1919 годы Антонов со своими сотрудниками сделал два выезда в уезды в результате которых было спасено от расхищения и уничтожения большинство дворянских и монастырских библиотек с их ценнейшими коллекциями. В течение конца 1919 — начала 1920 годов А. А. Антонов с сотрудниками трудились над разборкой книг, их инвентаризацией. Эти книги стали основой фонда Центральной научной библиотеки Костромы, которая была открыта 21 февраля 1920 года. Посетителям было предоставлено для пользования 38 тысяч томов книг и 18 тысяч томов периодических изданий.
А. А. Антонов стал первым директором библиотеки. Под его руководством было переоборудовано здание бывшего акцизного управления на Павловской улице (сейчас — проспект Мира, 11), установлены стеллажи, набран штат библиотекарей, начата инвентаризация и каталогизация книг. Два года спустя Центральная научная библиотека была объединена с уездно-городской библиотекой-коллектором (ныне — Костромская областная библиотека им. Н. К. Крупской).
С 1922 года Антонов заведовал запасным фондом библиотеки; создал алфавитный каталог на фонд центрального книгохранилища; устраивал выставки по истории книги; создавал коллекции экслибрисов разных издательств и частных лиц; образцы книжных заставок, концовок и виньеток; альбомы по истории одежды от XVII до XIX веков. Принимал участие в работе библиотечного объединения, содействуя повышению квалификации библиотекарей и ведя большую общественную работу по профсоюзной линии.
Умер 5 октября 1938 года в Костроме.

## Награды
- Герой Труда (1921).